# Eduard Jäger von Jaxtthal

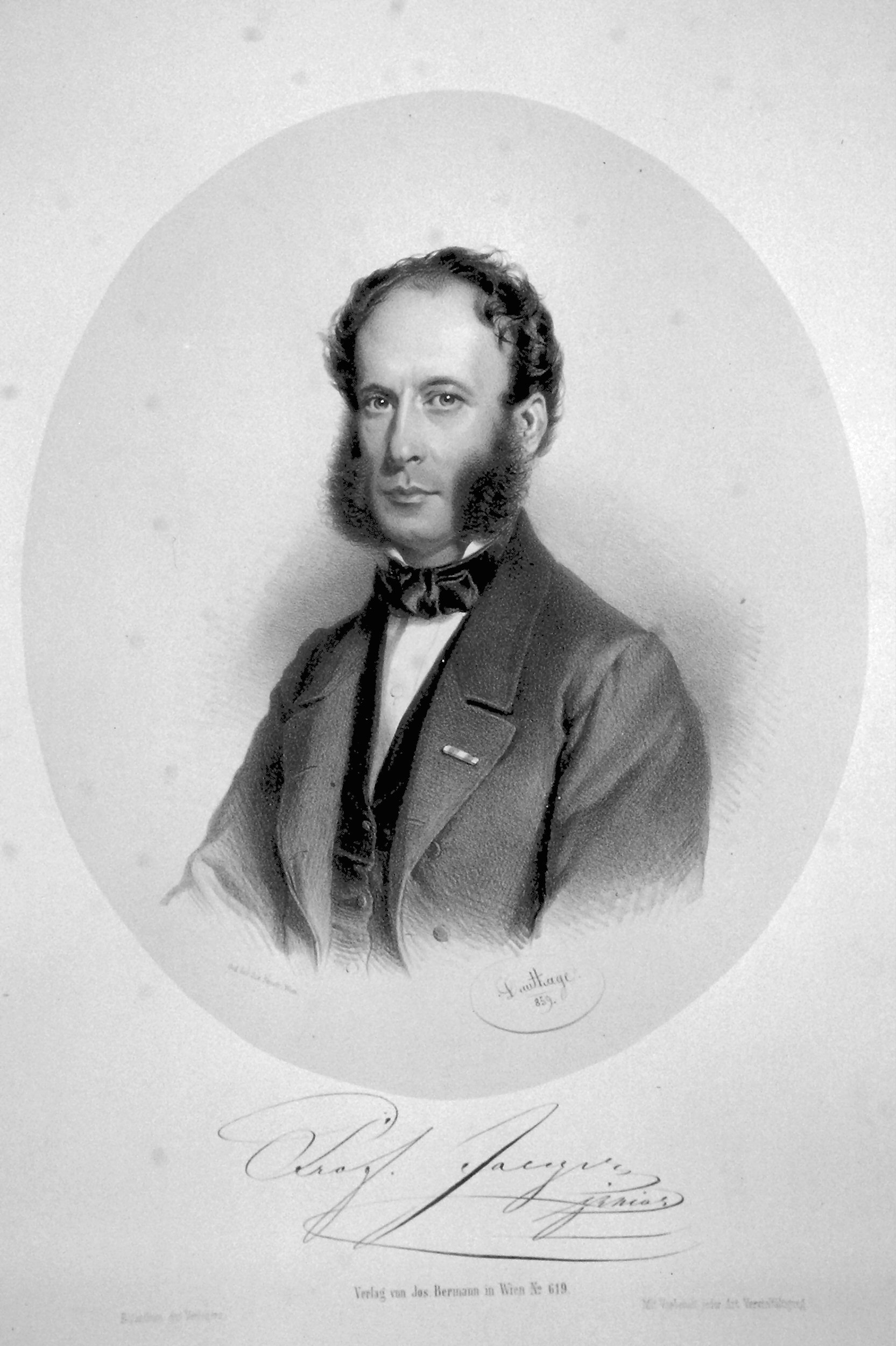
Eduard Jäger von Jaxtthal (1859).

Eduard Jäger von Jaxtthal, född 25 juni 1818 i Wien, död där 5 juli 1884, var en österrikisk oftalmolog, son till Friedrich Jäger von Jaxtthal.
Jäger blev 1854 docent och 1883 ordinarie professor vid Wiens universitet. Han ägnade sig med särskild förkärlek åt oftalmoskopin och utgav bland annat en mycket använd oftalmoskopisk atlas. Allmänt kända  är hans stilskalor för bestämmandet av synskärpan.